# Sitowicze
Sitowicze (ukr. Ситовичі) – wieś na Ukrainie w rejonie kowelskim obwodu wołyńskiego.
W XIX w. wieś nad Stochodem w gminie Horodek powiatu łuckiego guberni wołyńskiej (418 mieszkańców, 63 domy, cerkiew).
Wieś została spalona 30 lipca 1916 r. przez wycofującą się III Brygadę Legionów.